# 서울특별시데이터센터
서울특별시데이터센터(서울特別市데이터센터)는 서울특별시 정보자원의 집약적 관리를 통해 행정업무 처리의 과학화와 능률화를 도모하고, 대시민 정보격차해소에 관한 사무를 분장하는 서울특별시청의 사업소이다. 소장은 지방서기관 또는 지방기술서기관으로 보한다.

## 설치 근거 및 소관 사무

### 설치 근거
- 「서울특별시 행정기구 설치조례」 제68조제1항[2]

### 소관 사무
- 정보시스템 유지관리에 관한 사항
- 인터넷서버 및 정보통신망 운영관리에 관한 사항
- 대시민 정보격차해소에 관한 사항

## 연혁
- 1983년 11월 11일: 서울특별시전자계산소 설치.[3]
- 1999년 3월 15일: 서울특별시전산정보관리소로 개편.[4]
- 2004년 3월 5일: 서울특별시데이터센터로 개편.[5]

## 조직

### 소장
- 기획관리과[6]
- 정보자원운영과[6]
- 인터넷통신과[7]